# Mahali à sourcils blancs
Plocepasser mahali
Espèce
Statut de conservation UICN

 LC  : Préoccupation mineure
Le Mahali à sourcils blancs (Plocepasser mahali), également appelé Moineau-tisserin à sourcils blancs, est une espèce d'oiseaux de la famille des Ploceidae.

## Habitat et répartition

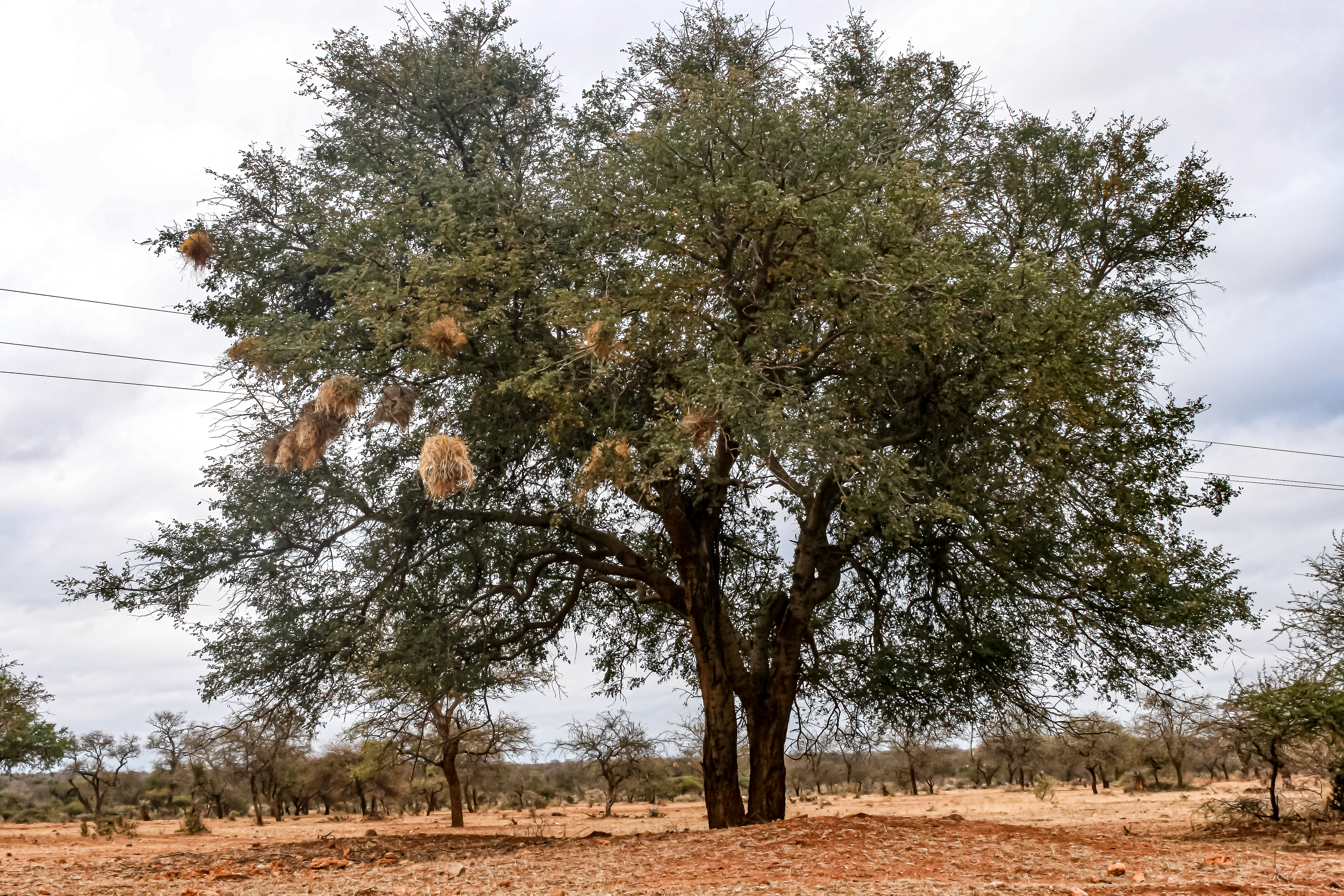
Nids dans la province de Limpopo en Afrique du Sud.

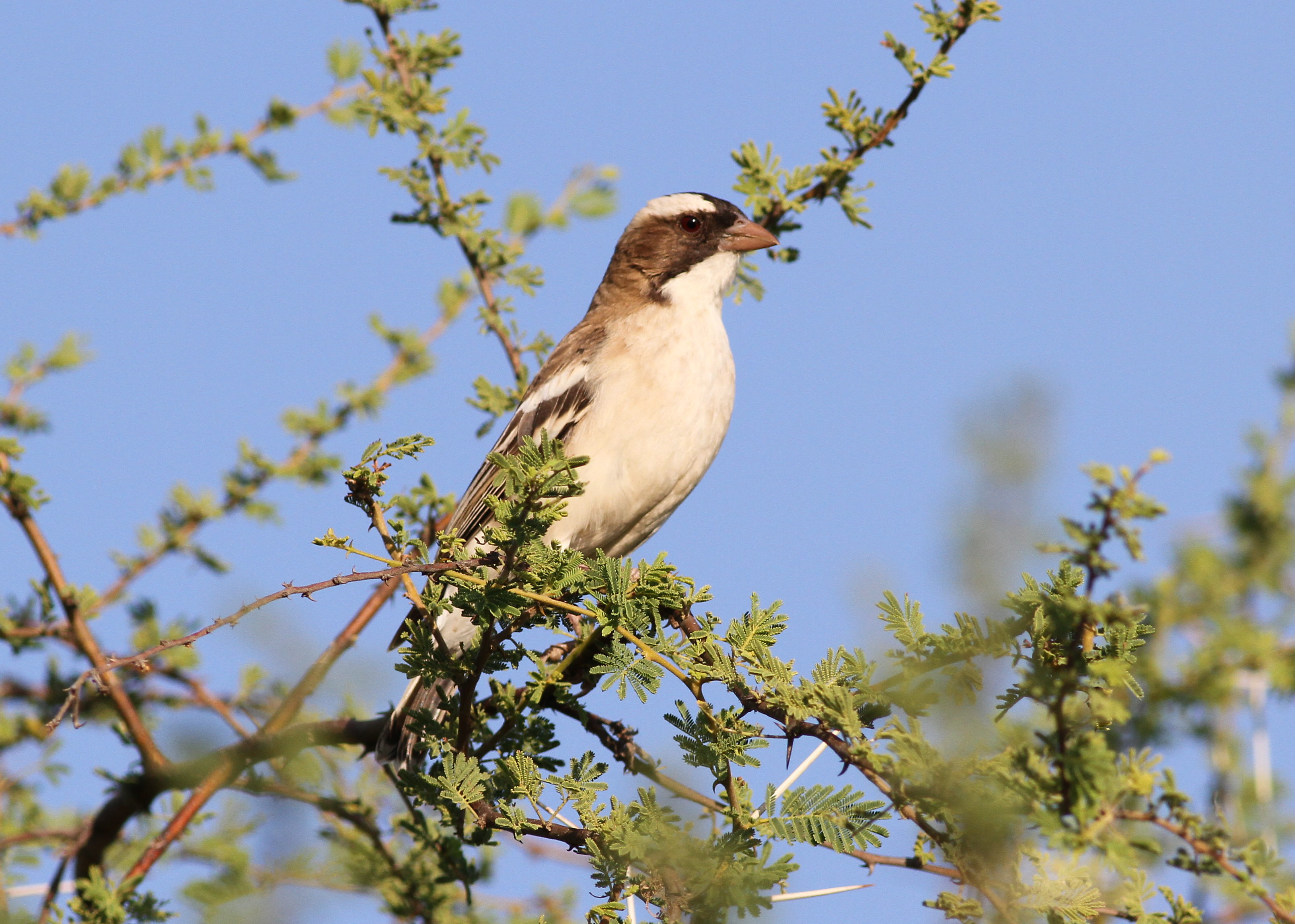

Il vit dans des endroits de mopane et d'acacia en Afrique australe et orientale.

## Mensurations
Il mesure 17 cm pour 31 - 59 g.

## Alimentation
Il se nourrit de graines, d'insectes et d'arthropodes.

## Sous-espèces
Cet oiseau est représenté par 4 sous-espèces :
- Plocepasser mahali mahali : Sud de la Namibie, Sud du Botswana, Sud du Zimbabwe et Afrique du Sud ;
- Plocepasser mahali melanorhynchus Rüppell, 1845: du Soudan au Kenya ;
- Plocepasser mahali ansorgei Hartert, E, 1907: du Sud de l'Angola à l'extrême Nord de la Namibie ;
- Plocepasser mahali pectoralis (Peters, W, 1868): Tanzanie, Zambie, Malawi, Mozambique, Zimbabwe et Botswana.